# Dalia Grybauskaitė

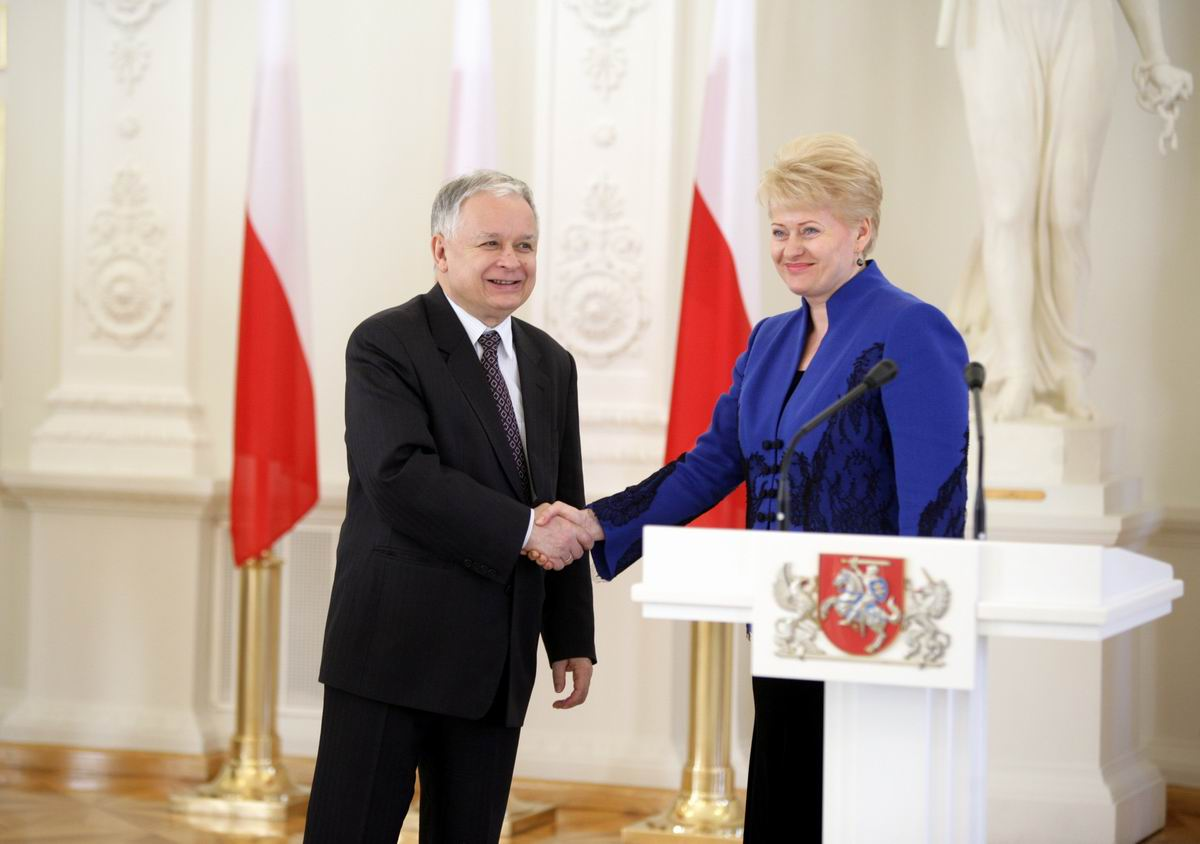
Prezydent RP Lech Kaczyński i Dalia Grybauskaitė (2010)

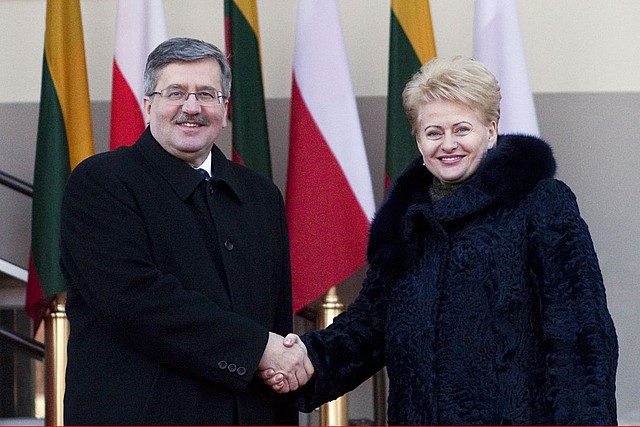
Prezydent RP Bronisław Komorowski i Dalia Grybauskaitė (2011)

Dalia Grybauskaitė (wym. [ˈdaːlʲæ ɡʲrʲiːbɒʊsˈkaɪtʲeː]; ur. 1 marca 1956 w Wilnie) – litewska polityk i ekonomistka. Minister finansów (2001–2004) oraz komisarz ds. budżetu i programowania finansowego w Komisji Europejskiej (2004–2009). W latach 2009–2019 prezydent Litwy, będąca pierwszą kobietą na tym stanowisku.

## Życiorys

### Wykształcenie
W 1983 ukończyła studia ekonomiczne na Uniwersytecie Leningradzkim, a w 1988 uzyskała stopień kandydata nauk ekonomicznych (odpowiednik stopnia doktora) w Akademii Nauk Społecznych przy KC KPZR w Moskwie. W 1991 ukończyła kurs w ramach programu specjalnego dla kadry kierowniczej w School of Foreign Service na Uniwersytecie Georgetown. Oprócz języka litewskiego deklaruje również znajomość języków angielskiego, rosyjskiego, polskiego i francuskiego.

### Działalność zawodowa
W wieku 19 lat podjęła pracę w filharmonii państwowej Litewskiej SRR w Wilnie. W trakcie studiów pracowała w zakładach futrzarskich w Leningradzie. Po ukończeniu studiów wróciła na Litwę i przez kilka miesięcy pełniła funkcję sekretarza w Litewskiej Akademii Nauk. W latach 80. była wykładowcą ekonomii politycznej w wyższej szkole partyjnej w Wilnie.
W latach 1990–1991 była kierownikiem wydziału w instytucie badawczym, a w 1991 dyrektorem programowym w biurze Rządu Republiki Litewskiej. Od 1991 do 1993 pełniła funkcję dyrektora departamentu europejskiego w resorcie współpracy gospodarczej z zagranicą. Od 1993 była dyrektorem departamentu ekonomicznego w Ministerstwie Spraw Zagranicznych, pełniła jednocześnie funkcje przewodniczącej komitetu zarządzania pomocą Phare i G-24 oraz głównego negocjatora ds. umowy o wolnym handlu z Unią Europejską.

### Działalność publiczna do 2009
W latach 1994–1995 była posłem nadzwyczajnym i ministrem pełnomocnym w przedstawicielstwie Litwy przy Unii Europejskiej, zastępczynią głównego negocjatora ds. układu europejskiego z Unią Europejską oraz przedstawicielem koordynatora pomocy państwowej w Brukseli. Od 1996 pełniła funkcję ministra pełnomocnego w ambasadzie Litwy w Stanach Zjednoczonych. W latach 1999–2000 zajmowała stanowisko wiceministra finansów oraz głównego negocjatora w negocjacjach z Międzynarodowym Funduszem Walutowym i Bankiem Światowym. W latach 2000–2001 była wiceministrem spraw zagranicznych i zastępczynią przewodniczącego litewskiej delegacji w negocjacjach dotyczących przystąpienia do Unii Europejskiej.
W lipcu 2001 objęła urząd ministra finansów w nowo utworzonym rządzie Algirdasa Brazauskasa. 1 maja 2004, w dniu przyjęcia Litwy do Unii Europejskiej, została powołana w skład Komisji Europejskiej na funkcję komisarza odpowiedzialnego za edukację i kulturę (obok Viviane Reding). W utworzonej w listopadzie 2004 komisji pod przewodnictwem José Barroso odpowiadała za programowanie finansowe i budżet.
W latach 1979–1988 była członkiem KPZR. Później pozostała bezpartyjna.

### Prezydent Republiki Litewskiej
Dalia Grybauskaitė była wymieniana w gronie potencjalnych kandydatów na stanowisko prezydenta Litwy w wyborach w 2009. 26 lutego 2009 oficjalnie ogłosiła swoją decyzję o starcie w wyborach jako kandydatka niezależna. Poparcie dla niej wyraziły dwa ugrupowania koalicji rządowej: Związek Ojczyzny i Ruch Liberalny.
W wyborach prezydenckich z 17 maja 2009 Dalia Grybauskaitė odniosła zwycięstwo już w pierwszej turze głosowania. Zdystansowała rywali, zdobywając 68,21% głosów. 12 lipca 2009 została zaprzysiężona na urząd prezydenta Litwy, stając się w ten sposób pierwszą kobietą sprawującą ten urząd.
Kilka razy na zaproszenie prezydentów Polski gościła na uroczystościach Narodowego Święta Niepodległości przed Grobem Nieznanego Żołnierza w Warszawie, podczas których wygłaszała przemówienia w języku polskim.
W 2014 zdecydowała się ubiegać o reelekcję w kolejnych wyborach prezydenckich. W pierwszej turze wyborów zdobyła 45,92% głosów, przechodząc do drugiej tury z kandydatem LSDP Zigmantasem Balčytisem. W ponownym głosowaniu z 25 maja 2014 pokonała kandydata lewicy, otrzymując 57,9% głosów. 12 lipca 2014 została po raz drugi zaprzysiężona na prezydenta Litwy. Jej druga pięcioletnia kadencja zakończyła się 12 lipca 2019.
W 2020 przyjęła zaproszenie do Klubu Madryckiego, zrzeszającego byłych prezydentów i premierów.

## Odznaczenia i wyróżnienia
Ordery i odznaczenia
- Krzyż Komandorski Orderu Wielkiego Księcia Giedymina (Litwa, 2003)[15]
- Krzyż Wielki ze Złotym Łańcuchem Order Witolda Wielkiego (Litwa, 2009)[15]
- Krzyż Komandorski Wielki Orderu Trzech Gwiazd I klasy (Łotwa, 2011)[16]
- Krzyż Wielki Orderu Świętego Olafa (Norwegia, 2011)[17]
- Krzyż Wielki Orderu Sokoła Islandzkiego (Islandia, 2011)[18]
- Krzyż Uznania I klasy (Łotwa, 2012)[19]
- Wielki Oficer Orderu Świętego Karola (Monako, 2012)[20]
- Xirka Ġieħ ir-Repubblika (Malta, 2012)[21]
- Łańcuch Krzyża Wielkiego Orderu Białej Róży Finlandii (Finlandia, 2013)[22]
- Krzyż Wielki z Łańcuchem Orderu Krzyża Ziemi Maryjnej (Estonia, 2013)[23]
- Krzyż Wielki Klasy Specjalnej Orderu Zasługi Republiki Federalnej Niemiec (Niemcy, 2013)[24]
- Order Wolności (Ukraina, 2017)[25]
- Order za Wybitne Zasługi (Słowenia, 2019)[26]
- Order Orła Białego (Polska, 2019)[27][28]
- Medal Rady Bałtyckiej (2017)[29]

Nagrody i wyróżnienia
W 2006 otrzymała Nagrodę im. Władysława Grabskiego przyznaną przez Konfederację Lewiatan, a w 2012 została wyróżniona Nagrodą Karola Wielkiego.